# Дэвис, Джон Уильям
Джон Уильям Дэвис (англ. John William Davis; 13 апреля 1873, Западная Виргиния — 24 марта 1955, Чарлстон, Южная Каролина) — американский политик и юрист.

## Биография
Сын конгрессмена Джона Джи. Дэвиса и Анны Кеннеди. Его отец являлся членом-демократом Палаты представителей от 1-го округа Западной Виргинии в 1871—1875 годах. Сам он приходился дядей Сайрусу Вэнсу.
Окончил Университет Вашингтона и Ли в Виргинии (1892), получил степень права в школе права там же (1895).
Член Палаты представителей от 1-го округа Западной Виргинии (1911—1913).
В 1913—1918 — генеральный солиситор США.
В 1918—1921 — посол США в Великобритании.
Являлся одним из основных учредителей Совета по международным отношениям.
В 1922—1939 — попечитель Фонда Рокфеллера.
Кандидат в президенты от демократической партии на президентских выборах 1924 года, проиграл республиканцу Калвину Кулиджу.
Почётный Рыцарь Большого креста ордена Британской империи.